# Караваев, Артём Владимирович
Артём Влади́мирович Карава́ев (28 февраля 1992, Глазов) — российский хоккеист, защитник, тренер.

## Клубная карьера
Артём Караваев начал свою профессиональную карьеру в 2009 году в составе новосибирского клуба «Сибирские Снайперы», выступавшего в Молодёжной хоккейной лиге. За первые три сезона выступления в МХЛ Артём провёл за «снайперов» 150 матчей, в которых набрал 37 (14+23) очков.
Перед началом сезона 2011/12 Артём был вызван в основу новосибирской «Сибири». 13 сентября 2011 года в домашнем матче против хабаровского «Амура» он дебютировал в КХЛ. В сезона 2014/2015 был командирован в «Ермак».
Сезон 2015/2016 провёл в «Южном Урале» из Орска.
С сезона 2016/2017 играл в петербургском Динамо, где внёс вклад в завоевание Кубка Петрова клубом в 2018 году. После ударного сезона завершил игровую карьеру.

## Тренерская карьера
В 2019 году стал помощником Егора Башкатова, возглавившего «Динамо» в ВХЛ. В сезоне 2019/2020 стал помощником главного тренера молодёжного состава динамовцев.
В мае 2021 года стал помощником главного тренера клуба «Тамбов» из ВХЛ. 6 декабря покинул клуб.
1 июня 2024 года вошёл в тренерский штаб Башкатова в воскресенском «Химике».

## Статистика выступлений
Последнее обновление: 19 сентября 2012 года
|             |                    |             | Регулярный сезон | Регулярный сезон | Регулярный сезон | Регулярный сезон | Регулярный сезон | Регулярный сезон | Плей-офф | Плей-офф | Плей-офф | Плей-офф | Плей-офф | Плей-офф |
| Сезон       | Команда            | Лига        | Игр              | Г                | П                | Очк              | +/-              | Штр              | Игр      | Г        | П        | Очк      | +/-      | Штр      |
| ----------- | ------------------ | ----------- | ---------------- | ---------------- | ---------------- | ---------------- | ---------------- | ---------------- | -------- | -------- | -------- | -------- | -------- | -------- |
| 2009/10     | Сибирские Снайперы | МХЛ         | 53               | 1                | 3                | 4                | -22              | 54               | —        | —        | —        | —        | —        | —        |
| 2010/11     | Сибирские Снайперы | МХЛ         | 52               | 5                | 9                | 14               | -15              | 70               | —        | —        | —        | —        | —        | —        |
| 2011/12     | Сибирские Снайперы | МХЛ         | 45               | 8                | 11               | 19               | -5               | 71               | —        | —        | —        | —        | —        | —        |
| 2011/12     | Сибирь             | КХЛ         | 10               | 0                | 1                | 1                | +3               | 2                | —        | —        | —        | —        | —        | —        |
| 2012/13     | Сибирь             | КХЛ         | 1                | 0                | 0                | 0                | 0                | 0                | —        | —        | —        | —        | —        | —        |
| Всего в КХЛ | Всего в КХЛ        | Всего в КХЛ | 11               | 0                | 1                | 1                | +3               | 2                | —        | —        | —        | —        | —        | —        |
| Всего в МХЛ | Всего в МХЛ        | Всего в МХЛ | 150              | 14               | 23               | 37               | -42              | 195              | —        | —        | —        | —        | —        | —        |